# Šineár
Šineár (hebrejsky שִׁנְעָר Šin'ar, Septuaginta Σεννααρ Sennaar, "říční krajina") je širší označení pro Mezopotámii, které bylo v osmi případech použito v Hebrejské bibli. V knize Genesis 10:10 je psáno, že počátkem  Nimrodova království byl "Babylón, Erek, Akad a Kalné v zemi Šineáru". Další kapitola, 11:2, popisuje Šineár jako pláň, osídlenou po povodni, kde lidstvo, stále ještě hovořící jediným jazykem, postavilo Babylonskou věž. V knize Genesis 14:1,9 je Šineár zemí pod vládou krále Amrafela, který vládl Babylónu. "Šineár" je dále zmiňován v Knize Jozue 7:21; Izajášově 11:11; a Zacharjášově 5:11, v podstatě jako synonymum pro Babylonii.
Pokud se Šineár skládal z Babylónu i z Erechu (biblický název pro Uruk), pak souhrnně označoval celou jižní Babylonii. Jakákoliv příbuznost se Šumerem, akkadským pojmenováním nesemitské populace (kteří se sami nazývali Kengirové), není vědecky dokázána a je předmětem nejrůznějších spekulací. Egyptské pojmenování Babylonie/Mezopotámie bylo Sngr (Sangara), totožné s názvem Sanhar uváděného v Amarnské korespondenci.
Někteří učenci posouvají Šineár až na sever Mezopotámie, poukazujíce na Knihu Jubileí 9:3, která přisuzuje "Šineár" Aššúru. I když, kapitola 10:20 tvrdí, že Věž byla postavena z bitumenu pocházejícího "z moře Šineárského". Jiní vědci (např. David Rohl) věří, že Babylonská věž se nacházela v Eridu, kdysi ležícího v Perském zálivu. Zde byly nalezeny masivní ruiny starověkého zikkuratu, postaveného z živice.